# Restrepia cuprea
Restrepia cuprea (Luer & R.Escobar (1996)) es una especie de orquídeas de la familia de las Orchidaceae.
El género es llamado así por su color cobrizo.

## Hábitat
Planta se encuentra en las faldas orientales de los bosques de montaña en Colombia en elevaciones de alrededor de 1700 m s. n. m.

## Descripción
Es una especie epífita que se desarrolla en climas calientes y también fríos. Tiene ramicauls erguidos envuelto en 6 a 7 vainas basales, delgadas, blanquecinas, sueltas, comprimidas, algo imbricadas y llevando una única hoja, apical, erecta, coriácea, a menudo con ráfagas de color  púrpura debajo, oval, elíptica, subaguda, cuneada a redondeada, basales con un  retorcido peciolo. Florece en la primavera y el otoño en una inflorescencia terminal, delgada y única de flor de 2 cm de largo que surge en la parte posterior de la hoja y tiene una delgada, tubular bráctea floral.

## Nombre común
- Español: Restrepia cobriza.
- Inglés: Copper-colored Restrepia